# National Women's Basketball League 2004
La stagione NWBL 2004 fu la quarta della National Women's Basketball League. Parteciparono 6 squadre in un unico girone.
Rispetto alla stagione precedente, la lega perse le Grand Rapids Blizzard, che fallirono. Le Tennessee Fury si trasferirono a Dallas, rinominandosi Dallas Fury. Si aggiunse una nuova franchigia: le Colorado Chill.

## Squadre partecipanti
- Birmingham Power
- Chicago Blaze
- Colorado Chill
- Dallas Fury
- Houston Stealth
- Springfield Spirit

## Classifica finale
| Squadra            | V  | P  | %    | GB |
| ------------------ | -- | -- | ---- | -- |
| Colorado Chill     | 15 | 6  | 71,4 | -  |
| Dallas Fury C      | 14 | 7  | 66,7 | 1  |
| Houston Stealth    | 12 | 9  | 57,1 | 3  |
| Chicago Blaze      | 9  | 12 | 42,9 | 6  |
| Birmingham Power   | 8  | 13 | 38,1 | 7  |
| Springfield Spirit | 5  | 16 | 23,8 | 10 |

## Play-off

### Primo turno
| Arbitri: | Marvin Sykes Drake Marques Al Burgess |

|         |       |           |
| Redd 22 | Punti | 27 Burras |

| Arbitri: | Howard Hall Faye Wilson Jake Bethany |

|             |       |               |
| Thompson 37 | Punti | 19 Clinesmith |

### Semifinali
| Arbitri: | Howard Hall Glen Dixon Chaney Muench |

|           |       |             |
| Hammon 28 | Punti | 18 Yamasaki |

| Arbitri: | Marvin Sykes Faye Wilson Drake Marques |

|                     |       |             |
| DeForge, Swoopes 21 | Punti | 38 Thompson |

### Finale per il terzo posto
| Dallas 1º aprile 2004 | Houston Stealth | 87 – 85 | Chicago Blaze | University of Texas at Dallas |

### Finale
| Arbitri: | Marvin Sykes Faye Wilson Al Burgess |

|            |       |          |
| DeForge 19 | Punti | 19 Riley |

### Tabellone
|  | Primo turno | Primo turno | Primo turno |         |          | Semifinali | Semifinali | Semifinali |  |  | Finale | Finale | Finale |  |
|  |             |             |             |         |          |            |            |            |  |  |        |        |        |  |
|  |             |             |             |         |          | 1          | Colorado   | 1          |  |  |        |        |        |  |
|  |             |             |             |         |          | 1          | Colorado   | 1          |  |  |        |        |        |  |
|  |             |             | 4           | Chicago | 0        |            |            |            |  |  |        |        |        |  |
|  | 5           | Birmingham  | 4           | Chicago | 0        | 0          |            |            |  |  |        |        |        |  |
|  | 5           | Birmingham  |             |         |          |            |            |            |  |  |        |        |        |  |
|  | 4           | Chicago     | 1           |         |          |            |            |            |  |  |        |        |        |  |
|  | 4           | Chicago     | 1           |         | Colorado | Colorado   | 0          |            |  |  |        |        |        |  |
|  |             |             |             |         |          |            |            |            |  |  |        |        |        |  |
|  |             |             | Dallas      | Dallas  | 1        |            |            |            |  |  |        |        |        |  |
|  | 3           | Houston     | Dallas      | Dallas  | 1        | 1          |            |            |  |  |        |        |        |  |
|  | 3           | Houston     |             |         |          |            |            |            |  |  |        |        |        |  |
|  | 6           | Springfield | 0           |         |          |            |            |            |  |  |        |        |        |  |
|  | 6           | Springfield | 0           |         | 3        | Houston    | 0          |            |  |  |        |        |        |  |
|  |             |             |             |         | 3        | Houston    | 0          |            |  |  |        |        |        |  |
|  |             |             | 2           | Dallas  | 1        |            |            |            |  |  |        |        |        |  |

## Vincitore
| Campione NWBL 2004      |
| ----------------------- |
| Dallas Fury (1º titolo) |

## Statistiche
| Categoria             | Giocatore        | Squadra            | Stat |
| --------------------- | ---------------- | ------------------ | ---- |
| Punti per gara        | Anna DeForge     | Dallas Fury        | 19,5 |
| Rimbalzi per gara     | Cheryl Ford      | Dallas Fury        | 9,1  |
| Assist per gara       | Stacy Clinesmith | Springfield Spirit | 4,8  |
| Palle rubate per gara | Helen Darling    | Colorado Chill     | 2,1  |
| FG%                   | Kym Hope         | Houston Stealth    | 62,0 |
| FT%                   | Ruth Riley       | Colorado Chill     | 89,8 |

## Premi NWBL
- NWBL Most Valuable Player: Anna DeForge, Dallas Fury